# Charles Hill-Tout
Charles Hill-Tout (* 28. September 1858 in Buckland, England; † 30. Juni 1944 in Vancouver) war ein englisch-kanadischer Laien-Völkerkundler, der für die frühe Phase der Erforschung der kanadischen First Nations, genauer der ethnischen Gruppen im Westen Kanadas, eine entscheidende Rolle spielte. Er erforschte und dokumentierte zwischen 1885 und 1911 vor allem die Gruppen der Binnen- und Küsten-Salish in British Columbia, Washington, Oregon, Idaho und Montana.

## Leben
Hill-Tout studierte zunächst Theologie, wanderte dann aber nach Kanada aus. 1891 wurde er Leiter (headman) einer Jungenschule in Vancouver. Er kaufte Land am Fraser River, das er als Landwirt bearbeitete. Gleichzeitig begann er Studien zu den umwohnenden Salish-Gruppen, mit denen ihn zahlreiche Freundschaften verbanden. 1907 veröffentlichte er im Rahmen der Reihe Native Races of the British Empire den Band The Far West: The Home of the Salish and Dené. 1911 folgte sein Hauptwerk über die Salish. Es handelte sich um vier Bände, die unter dem Titel The Salish People erschienen. Das Werk wurde 1978 erneut aufgelegt.
Aufgrund seiner völkerkundlichen Verdienste wurde er 1913 zum Präsidenten der anthropologischen Abteilung der Royal Society of Canada ernannt. Außerdem wurde er Fellow des Royal Anthropological Institute of Great Britain and Ireland.
Trotz seiner Freundschaften lehnte er das Recht der kanadischen Regierung, diese Völker zu „zivilisieren“, nicht ab.

## Werke
- The Salish People, 4 Bände 1978; davon zu den Binnen-Salish: Band 1: The Thompson and the Okanagan und Band 2: The Squamish and the Lillooet, zu den Küsten-Salish Band 3: The Mainland Halkomelem, Band 4: The Sechelt & the Southeastern Tribes of Vancouver Island, neu aufgelegt von Ralph Maud, Vancouver 1978.
- The Far West. The Home of the Salish and Dené, London: Constable 1907.